# Fenomen pe internet

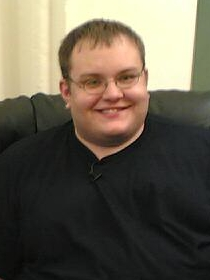
Videoclipul lui Gary Brolsma, Numă Numă, în care face playback după melodia în română Dragostea Din Tei a formației O-zone, a fost un fenomen pe internet.

Fenomen pe internet (sau Internet meme în engleză) este un concept răspândit pe internet. Termenul face referire și la conceptul de meme, dar se referă la o categorie mai vastă decât cea a informației culturale.

## Descriere
Un fenomen pe internet este o idee propagată pe World Wide Web. Idea poate lua forma unui hyperlink, videoclip, imagine, site, hashtag, sau doar un cuvânt sau o frază, în care un cuvânt este scris și pronunțat intenționat greșit, cum ar fi cuvântul „more” scris ca „moar” sau „the” ca „teh”. Acestea se pot răspândi de la o persoană la altă persoană prin intermediul rețelelor sociale, blogurilor, direct prin email, știri, sau alte servicii de internet.
Un fenomen pe internet poate stagna sau poate evolua peste timp, prin comentarii, imitații, parodii, sau prin incorporarea sa în știri. Acestea pot evolua foarte repede, uneori ajungând să fie populare pe plan mondial pe internet și să dispară în câteva zile, lucru care a atras atenția cercetătorilor și a industriei. 
Site-urile personale sunt printre primele fenomene recunoscute pe internet.

## Marketing
Relațiile publice, publicitatea și profesioniștii în marketing au îmbrățișat memele internetului ca o formă de marketing viral și de marketing de gherilă pentru a crea un "buzz" marketing pentru produsul sau serviciul lor. Practica de a folosi meme la comercializarea produselor sau serviciilor este cunoscută sub numele de marketing memetic. Memele de internet sunt văzute ca fiind rentabile și, din cauză că ele sunt (uneori conștiente de sine), sunt utilizate ca o modalitate de a crea o imagine a conștiinței sau a tendinței. În acest scop, întreprinderile au încercat să utilizeze două metode de utilizare a memelor pentru a spori publicitatea și vânzările companiei lor; fie creând o memă, fie încercând să adapteze sau să perpetueze o memă existentă.

## Listă de fenomene pe internet
- Caramelldansen
- LOLcat
- Trololo
- Numă Numă
- Harlem Shake
- Rickrolling
- The Annoying Orange
- Charlie Bit My Finger
- Coca Cola dietetică și mentos
- Hitler enervându-se
- This is Sparta! (Asta este Sparta!), scenă din filmul 300
- RObotzi
- Nyan Cat
- Among Us
- Surprised Pikachu